# Territorio di Krasnodar
Il territorio di Krasnodar (in russo Краснодарский край?, Krasnodarskij kraj) è un kraj della Russia, appartenente al circondario federale meridionale.

## Geografia fisica

Mappa del territorio, con evidenziate le regioni naturali

Il territorio ha come capitale Krasnodar e si estende su una superficie di 83.600 km² su cui vive una popolazione di circa 5,1 milioni di abitanti; si estende dal Caucaso occidentale fino al Mar Nero e su una vasta pianura, coperta sporadicamente da basse colline, che raggiunge il Mar d'Azov ed è attraversata dal fiume Kuban'.
I confini sono con l'oblast' di Rostov a nord-est, il territorio di Stavropol' e la Karačaj-Circassia a est, la Repubblica separata dell'Abcasia (rivendicata dalla Georgia) a sud e la Repubblica di Crimea a ovest, tramite il ponte di Crimea. Inoltre, la Repubblica di Adighezia è un'enclave del territorio.
La penisola di Taman' è situata tra il Mar d'Azov a nord e il Mar Nero a sud. Il lago più grande del territorio è il lago Abrau. Le cime più alte sono il monte Cachvoa 3345 m, il Pseašcho 3256 m e il Čuguš 3237 m.

## Geografia umana
I centri principali del territorio sono:
- Krasnodar (829.677 ab.)
- Soči (399.673 ab.)
- Novorossijsk (256.580 ab.)
- Armavir (191.568 ab.)
- Ejsk (85.760 ab.)
- Kropotkin (79.795 ab.)
- Anapa (70.453 ab.)
- Gelendžik (69.341 ab.)
- Adler (69.100 ab.)
- Slavjansk (65.380 ab.)
- Tuapse (63.185 ab.)
- Labinsk (60.971 ab.)
- Tichoreck (59.981 ab.)
- Krymsk (56.939 ab.)
- Timašëvsk (52.953 ab.)
- Belorečensk (52.322 ab.)

## Economia
I giacimenti di petrolio, le industrie chimiche e petrolchimiche sono le maggiori risorse della regione. La popolazione si dedica anche all'allevamento e all'agricoltura. Molto sviluppato anche il turismo, soprattutto domestico. Le principali destinazioni sono Soči e Anapa in estate e Krasnaja Poljana in inverno.

## Geografia antropica

### Suddivisioni amministrative

#### Rajon
Il territorio di Krasnodar è suddiviso in 38 rajon (fra parentesi il capoluogo):
- Abinskij (Abinsk)
- Anapskij (Anapa)
- Apšeronskij (Apšeronsk)
- Beloglinskij (Belaja Glina)
- Belorečenskij (Belorečensk)
- Brjuchoveckij (Brjuchoveckaja)
- Dinskoj (Dinskaja)
- Ejskij (Ejsk)
- Gul'kevičskij (Gul'keviči)
- Kalininskij (Kalininskaja)
- Kanevskij (Kanevskaja)
- Kavkazskij (Kropotkin)
- Korenovskij (Korenovsk)
- Krasnoarmejskij (Poltavskaja)
- Krylovskij (Krylovskaja)
- Krymskij (Krymsk)
- Kurganinskij (Kurganinsk)
- Kuščëvskij (Kuščëvskaja)
- Labinskij (Labinsk)
- Leningradskij (Leningradskaja)

- Mostovskij (Mostovskoj)
- Novokubanskij (Novokubansk)
- Novopokrovskij (Novopokrovskaja)
- Otradnenskij (Otradnaja)
- Pavlovskij (Pavlovskaja)
- Primorsko-Achtarskij (Primorsko-Achtarsk)
- Ščerbinovskij (Staroščerbinovskaja)
- Severskij (Severskaja)
- Slavjanskij (Slavjansk-na-Kubani)
- Starominskij (Starominskaja)
- Tbilisskij (Tbilisskaja)
- Temrjukskij (Temrjuk)
- Tichoreck (Tichoreck)
- Timaševskij (Timašëvsk)
- Tuapsinskij (Tuapse)
- Uspenskij (Uspenskoe)
- Ust'-Labinskij (Ust'-Labinsk)
- Vyselkovskij (Vyselki)

#### Città
I centri abitati del territorio di Krasnodar che hanno lo status di città (gorod) sono 26 (in grassetto le città sotto la diretta giurisdizione regionale e non dipendenti da alcun rajon):
- Abinsk
- Anapa
- Apšeronsk
- Armavir
- Belorečensk
- Chadyžensk
- Ejsk
- Gelendžik
- Gorjačij Ključ

- Gul'keviči
- Korenovsk
- Krasnodar
- Kropotkin
- Kurganinsk
- Krymsk
- Labinsk
- Novokubansk
- Novorossijsk

- Primorsko-Achtarsk
- Slavjansk-na-Kubani
- Soči
- Temrjuk
- Tichoreck
- Timašëvsk
- Tuapse
- Ust'-Labinsk

#### Insediamenti di tipo urbano
I centri urbani del territorio di Krasnodar che hanno status di insediamento di tipo urbano sono 12:
- Afipskij
- Achtyrskij
- Černomorskij
- Girej

- Džubga
- Il'skij
- Krasnaja Poljana
- Krasnosel'skij

- Mostovskoj
- Neftegorsk
- Novomichajlovskij
- Psebaj